# 小行星8404
小行星8404是一颗围绕太阳公转的小行星。1995年1月1日，蒂莫西·B·斯帕爾在卡特林那发现了此天体。
这颗小行星的绝对星等为123.3344440097588等。